# Stazione di Malpensa T1
La stazione di Malpensa Aeroporto Terminal 1, denominata fino al 2016 stazione di Malpensa Aeroporto, è la stazione ferroviaria a servizio del Terminal 1 dell'Aeroporto di Milano-Malpensa ed è posta sulla ferrovia Busto Arsizio-Malpensa Aeroporto, diramazione della ferrovia Saronno-Novara.
È situata nel Terminal 1, il principale dell'aeroporto, sotto la zona Arrivi.

## Storia

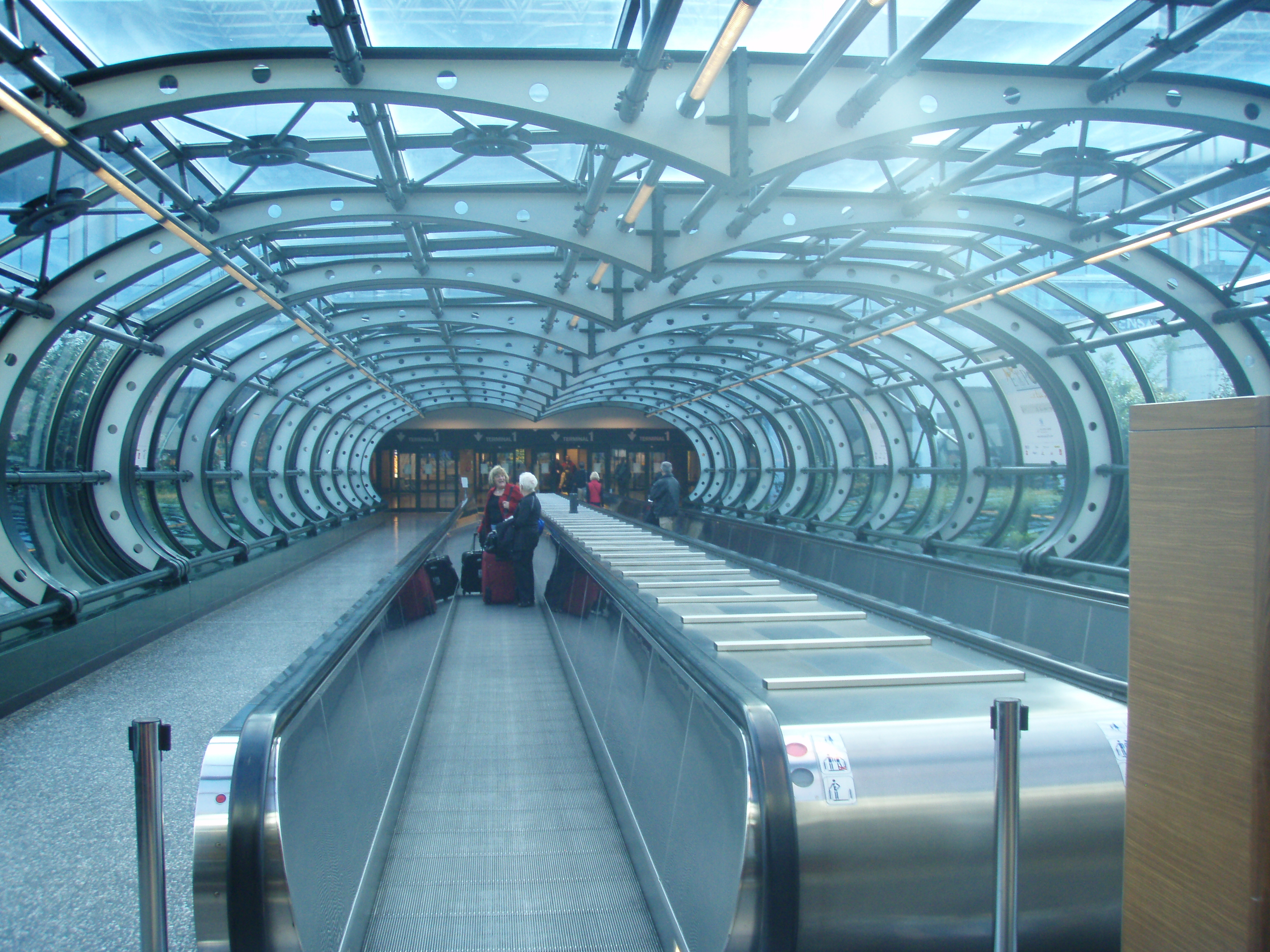
La passerella interna all'aeroporto che collega il Terminal 1 con la stazione ferroviaria

La stazione fu aperta nel maggio 1999 con il nome "Malpensa Aeroporto", insieme alla ferrovia che collega lo stesso aeroporto con Busto Arsizio e Milano.
Con l'apertura al traffico del prolungamento per la stazione di Malpensa T2, avvenuto il 18 dicembre 2016, l'impianto perse la funzione di capolinea e diventò passante, venendo ridenominato "Malpensa T1".

## Strutture e impianti
La stazione è gestita da Ferrovienord e dispone di 4 binari passanti serviti da banchina.
L’impianto è classificato ai fini della circolazione come posto periferico, telecomandato dal DCO con sede a Saronno.

## Movimento
La stazione è servita dai treni Malpensa Express da e per Milano Cadorna o Milano Centrale e dai treni regionali da e per Milano Centrale operati da Trenord.
Dal 2011 al 2018 vi ha inoltre prestato servizio a frequenza bioraria la linea S30 della rete celere del Canton Ticino, operante la relazione Bellinzona-Luino-Malpensa Aeroporto; a decorrere da giugno 2018 tale relazione viene soppressa e sostituita dalla linea S40, operante (sempre a cadenzamento biorario) la tratta Malpensa Aeroporto Terminal 2-Varese-Mendrisio-Como. Da giugno 2019 il collegamento transfrontaliero, divenuto giornaliero e a cadenza oraria, è garantito dalla linea S50 da e per Bellinzona/Biasca (via Varese, Mendrisio e Lugano). Tali servizi sono in carico alla società TiLo.
A partire dal 2010 la stazione fu servita anche da due coppie di treni Frecciarossa da e per Roma; tale servizio venne interrotto nel 2012 a causa della scarsa frequentazione.